# Richard Cheese

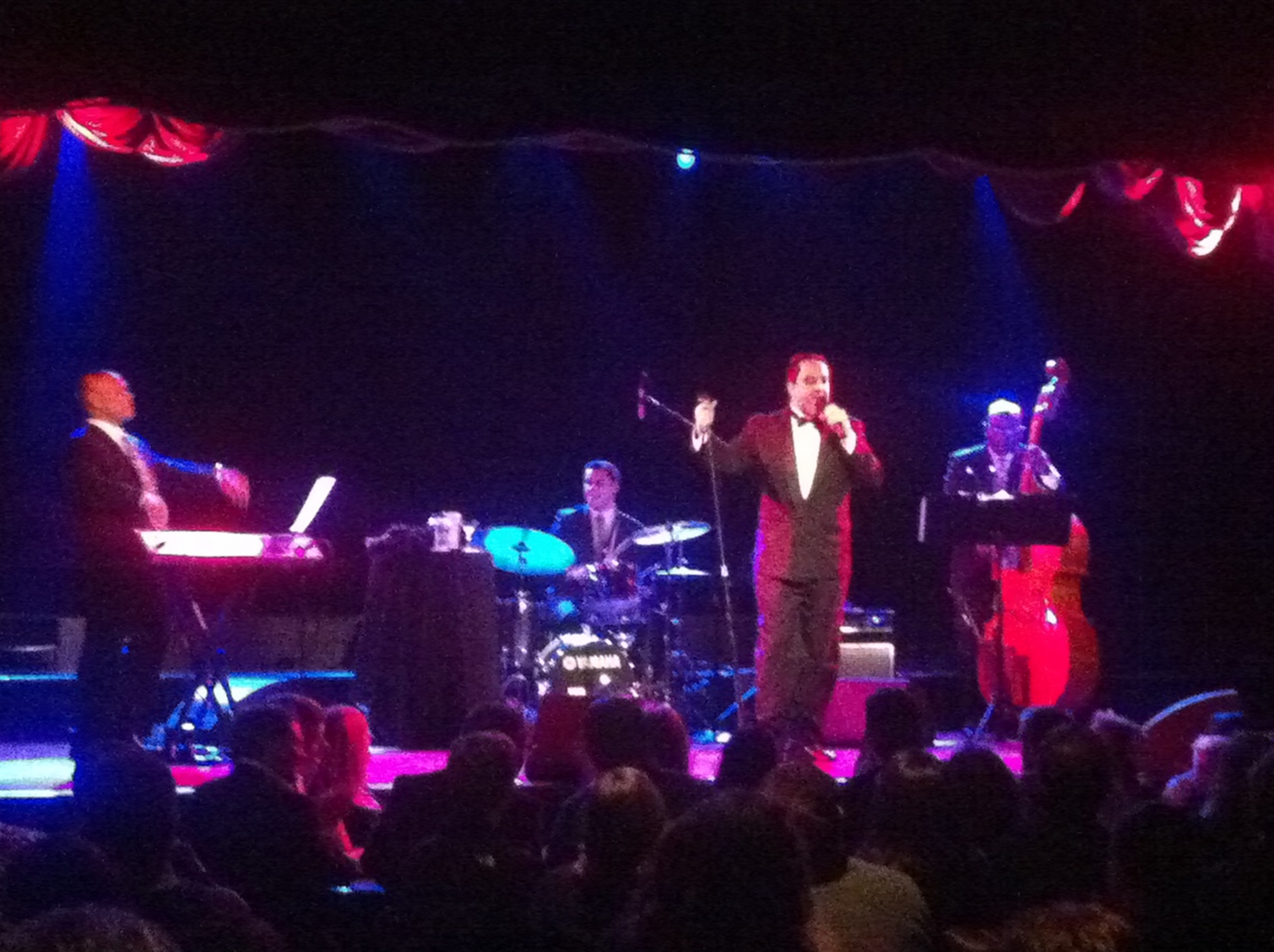
Richard Cheese und Lounge Against the Machine (2011)

Richard „Dick“ Cheese, bürgerlich Mark Jonathan Davis (* 27. November 1965), ist ein US-amerikanischer Sänger und Frontmann der in Los Angeles beheimateten Coverband Richard Cheese and Lounge Against the Machine.

## Werdegang
Cheese, der meistens in Las Vegas auftritt, ist für Coverversionen von Alternative- und Popsongs bekannt, die im Stil einer Big Band oder auch von Lounge-Musik vorgebracht werden.
Das Cheese-Cover des Disturbed-Titels Down With the Sickness war Teil des Soundtracks des 2004 erschienenen Films Dawn of the Dead und erlangte so größere Bekanntheit.
„Richard“ führt in englischsprachigen Ländern häufig zum Kosenamen „Dick“. „Dick Cheese“ ist ein umgangssprachlicher Ausdruck für Smegma.

## Band
Cheese wird von seiner Band Lounge Against the Machine (eine Anspielung an Rage Against the Machine) begleitet. Die an verschiedenen Käsesorten angelehnten Pseudonyme der aktuellen Mitglieder sind:
- Klavier, Keyboard: Bobby Ricotta
- Kontrabass – Billy Bleu
- Schlagzeug, Perkussion – Laighton Millea

## Diskografie

### Studioalben
- 2000 – Lounge Against the Machine
- 2002 – Tuxicity
- 2004 – I'd Like a Virgin
- 2005 – Aperitif for Destruction
- 2006 – Silent Nightclub
- 2007 – Dick at Nite
- 2010 – OK Bartender
- 2010 – Lavapalooza (als Richard Cheese presents Johnny Aloha)
- 2011 – A Lounge Supreme
- 2012 – Back in Black Tie
- 2013 – The Royal Baby Album
- 2013 – Cocktails with Santa
- 2015 – Supermassive Black Tux
- 2017 – Licensed to Spill
- 2019 – Richard Cheese's Big Swingin' Organ
- 2020 – The Numbers Of The Beast
- 2021 – Big Cheese Energy
- 2022 – Besame Queso: Supremo Latín Hits

### Livealben
- 2009 – Viva La Vodka (Livealbum)
- 2011 – Live at the Royal Wedding (Livealbum)
- 2015 – Bakin' at the Boulder (Livealbum)
- 2015 – The Lounge Awakens (Livealbum)

### Kompilationsalben
- 2006 – The Sunny Side of the Moon: The Best of Richard Cheese (Kompilation)
- 2012 – Hail to the Cheese: All-American Greatest Hits (Kompilation)
- 2012 – Down with the Dickness (Kompilation)